# Monumento natural del Roque de Garachico
El Roque de Garachico es un islote localizado en la costa del municipio de Garachico, en el norte de la isla de Tenerife (Canarias, España). Con unas 5 hectáreas de superficie, este espacio quedó protegido en 1987 con la denominación inicial de paraje natural de interés nacional del Islote de Garachico. En 1994 fue recalificado como monumento natural del Roque de Garachico.

## Descripción

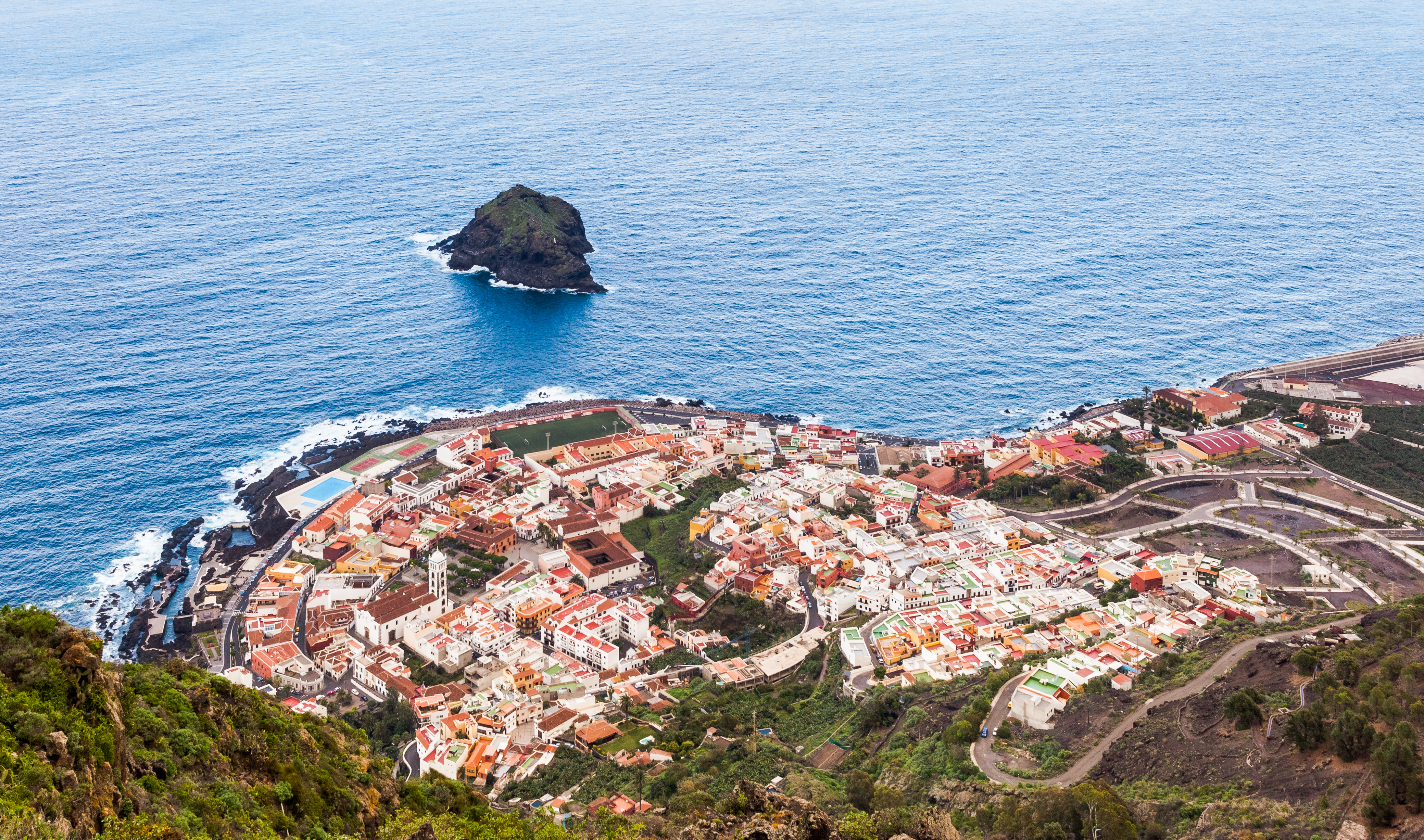
Vista de Garachico y su roque.

El roque es una formación geológica volcánica de coladas basálticas que ha quedado aislada debido al retroceso de la costa por la erosión marina. Su vegetación es escasa, con una presencia mayoritaria de cardones y tabaibas. Sus paredes constituyen un punto de nidificación y refugio para diversas aves migratorias y otras que se encuentran amenazadas como el petrel de Bulwer (Bulweria bulwerii), la pardela chica (Puffinus assimilis) o el paiño de Madeira (Oceanodroma castro).